# 7139 Tsubokawa
7139 Tsubokawa este un asteroid din centura principală de asteroizi.

## Descriere
7139 Tsubokawa este un asteroid din centura principală de asteroizi. A fost descoperit pe 14 februarie 1994 la Ojima de Tsuneo Niijima și Takeshi Urata. El prezintă o orbită caracterizată de o semiaxă mare de 3,00 ua, o excentricitate de 0,03 și o înclinație de 9,8° în raport cu ecliptica.